# Charles Vignoles

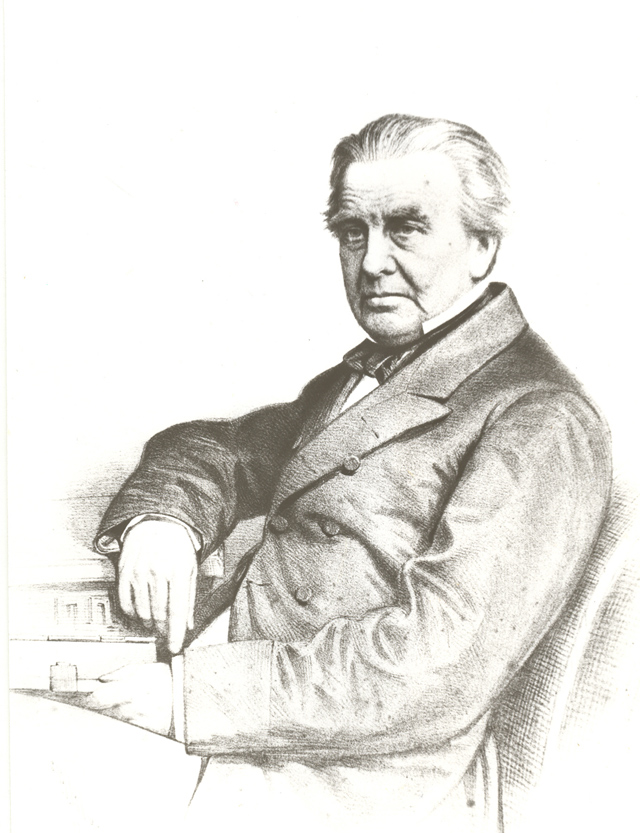
Charles Vignoles.

Charles Blacker Vignoles (1793, Woodbrook, Irlanda -1875, Hythe, Inglaterra) foi um engenheiro ferroviário inglês. Ficou conhecido pela criação do trilho Vignoles.